# Tuffi ai campionati europei di nuoto 2020 - Trampolino 3 metri sincro maschile
Il concorso del trampolino 3 metri sincro maschile  ai Campionati europei di nuoto 2020 si è svolto il 13 maggio 2021 alla Duna Aréna di Budapest in Ungheria e vi hanno preso parte 10 coppie miste di atleti, provenienti da altrettante diverse nazioni.
La competizione è stata vinta dai tedeschi Patrick Hausding e Lars Rüdiger.

## Medaglie
| Posizione | Atleti                             | Paese    |
| --------- | ---------------------------------- | -------- |
| Oro       | Patrick Hausding Lars Rüdiger      | Germania |
| Argento   | Evgenij Kuznecov Nikita Šlejcher   | Russia   |
| Bronzo    | Oleksandr Horškovozov Oleh Kolodij | Ucraina  |

## Risultati
La gara è iniziata alle ore 19:30.
| Class   | Nazione       | Tuffatori                             | Punti | Punti | Punti | Punti | Punti | Punti | Punti  |
| Class   | Nazione       | Tuffatori                             | T1    | T2    | T3    | T4    | T5    | T6    | Totale |
| ------- | ------------- | ------------------------------------- | ----- | ----- | ----- | ----- | ----- | ----- | ------ |
| Oro     | Germania      | Patrick Hausding Lars Rüdiger         | 51.60 | 52.80 | 84.66 | 79.80 | 86.10 | 71.82 | 426.78 |
| Argento | Russia        | Evgenij Kuznecov Nikita Šlejcher      | 50.40 | 50.40 | 78.54 | 75.48 | 80.85 | 79.80 | 415.47 |
| Bronzo  | Ucraina       | Oleksandr Horškovozov Oleh Kolodij    | 50.40 | 48.00 | 73.44 | 72.54 | 90.06 | 75.48 | 409.92 |
| 4       | Italia        | Lorenzo Marsaglia Giovanni Tocci      | 47.40 | 49.20 | 68.82 | 82.62 | 68.40 | 70.38 | 386.82 |
| 5       | Polonia       | Kacper Lesiak Andrzej Rzeszutek       | 46.80 | 48.00 | 67.89 | 71.40 | 68.34 | 61.56 | 363.99 |
| 6       | Gran Bretagna | Daniel Goodfellow Jack Laugher        | 50.40 | 51.60 | 80.58 | 45.15 | 62.70 | 70.20 | 360.63 |
| 7       | Austria       | Alexander Hart Nikolaj Schaller       | 46.20 | 45.60 | 64.80 | 58.50 | 66.96 | 70.38 | 352.44 |
| 8       | Grecia        | Athanasios Tsirikos Nikolaos Molvalis | 46.20 | 46.80 | 63.00 | 61.20 | 64.17 | 64.80 | 346.17 |
| 9       | Georgia       | Sandro Melikidze Tornike Onikashvili  | 44.40 | 46.20 | 60.30 | 62.31 | 61.20 | 62.22 | 336.63 |
| 10      | Paesi Bassi   | Pascal Faatz Bram Meulendijks         | 46.20 | 44.40 | 54.00 | 53.94 | 53.10 | 59.40 | 311.04 |